# Nifesima
Nifesima – dawna nazwa dolnej warstwy płaszcza ziemskiego.
Nazwę dla tej warstwy płaszcza wprowadzono, gdyż uważano, że jest ona zbudowana z krzemu (Si) i magnezu (Mg) (sima) oraz z pewnych ilości niklu (Ni) i żelaza (Fe) – Ni+Fe+Si+Mg.